# Moudon
Pour les articles homonymes, voir Moudon (homonymie).
Moudon (/mudɔ̃/ ) est une commune suisse du canton de Vaud, située dans le district de la Broye-Vully. D'origine celtique, c'est une ville romaine, puis savoyarde et bernoise. C'est le chef-lieu du district de Moudon entre 1798 et 2007. La commune est peuplée de 6 124 habitants en 2022. Son territoire, d'une surface de 1 571 hectares, est traversé par la Broye.

## Géographie

### Localisation

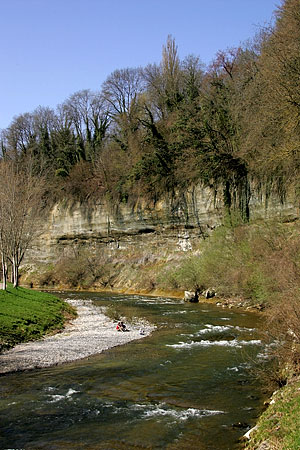
La Broye à Moudon.

Le territoire de Moudon s'étend sur 15,69 km2. Lors du relevé de 2013-2018, les surfaces d'habitations et d'infrastructures représentaient 17,3 % de sa superficie, les surfaces agricoles 45,9 %, les surfaces boisées 35,1 % et les surfaces improductives 1,7 %.
Jusqu'à sa dissolution, la commune faisait partie du district de Moudon. Depuis le 1er janvier 2008, elle fait partie du nouveau district de la Broye-Vully. Elle a des frontières communes avec Montanaire, Bussy-sur-Moudon, Lucens, Curtilles, Chesalles-sur-Moudon, Chavannes-sur-Moudon, Vulliens, Syens, Rossenges, Hermenches et Jorat-Menthue.
Le territoire communal occupe une grande partie de la vallée moyenne de la Broye et des terres adjacentes, en particulier sur sa partie orientale où la vallée est orientée du sud-ouest au nord-est sur une largeur allant de 500 à 1 000 mètres. À l'est de la vallée, le terrain monte en pente raide et boisée séparée par plusieurs petites vallées d'érosion. Au nord, la frontière est marquée par le ruisseau de Riau Gresin et le haut plateau de Bussy-sur-Moudon. La partie ouest de la commune s'étend de la colline marquant la source de la Cerjaule jusqu'aux vastes forêts de la Forêt Derrière et du Bois de la Cerjaule. Non loin de Moudon se trouvent les hauteurs du Signal de Planche et la colline boisée des Bourlayes qui, avec 850 mètres d'altitude, est le point culminant de la commune. Au sud, la commune s'étend le long de la Broye inférieure jusqu'à l'embouchure de la Bressonne.
Moudon comprend plusieurs zones industrielles et artisanales, parmi lesquelles Bressonnaz à l'embouchure de la Bressonne dans la Broye et Grange-Verney (567 m d'altitude. M.) sur une terrasse du versant ouest de la Broye. La commune comprend également le hameau du Plan situé le long du ruisseau Voraire ainsi que plusieurs exploitations agricoles dispersées.

### Transports

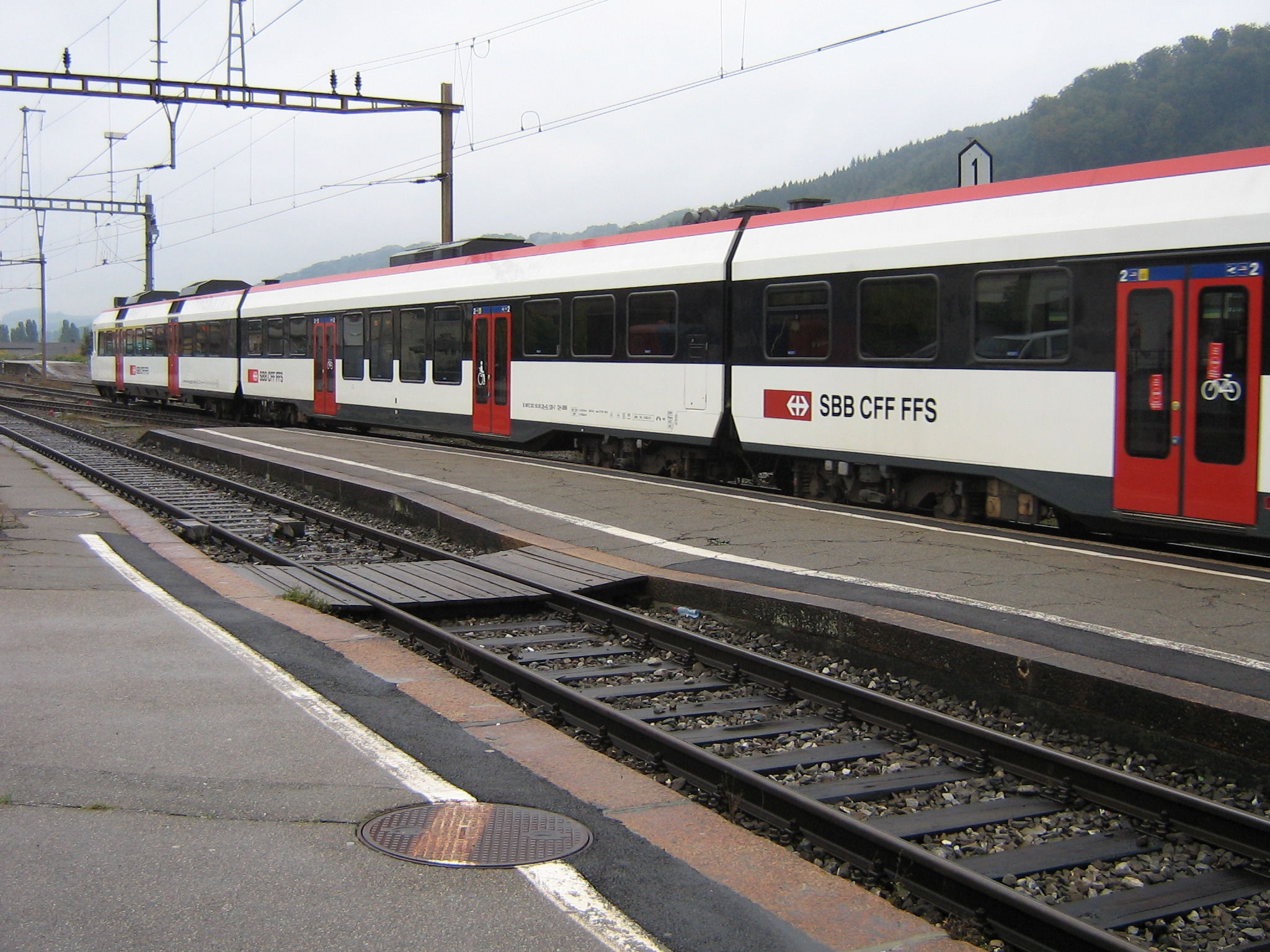
Un train RER quitte Moudon en direction de Payerne.

Moudon se situe au carrefour des axes routiers historiques reliant l'Italie à la Bourgogne et Genève à Berne. La ville se trouve actuellement sur le parcours de la route nationale 1, construite en 1964, qui relie la commune à Lausanne et Payerne en contournant la ville. Concernant les transports en commun, elle fait partie des communautés tarifaires vaudoise (Mobilis) et fribourgeoise (Frimobil). Depuis 1876, la commune possède une gare des Chemins de fer fédéraux sur la ligne Lausanne-Palézieux-Payerne, qui fait partie du Réseau express régional vaudois et de la Ligne de la Broye. La commune est également le départ de six lignes de bus : l'entreprise CarPostal y exploite trois lignes vers Échallens, Lucens par Villars-le-Comte, et Yverdon-les-Bains. Les Transports publics fribourgeois exploitent une ligne reliant Moudon à Romont par Lucens ou Chavannes-sur-Moudon. Enfin, les Transports publics de la région lausannoise exploitent une ligne vers Lausanne par Mézières. Moudon est aussi desservi par les bus sur appel Publicar, qui sont un service de CarPostal.

## Toponymie
Le nom de la commune, qui se prononce (/mudɔ̃/), est d'origine celtique. Il est vraisemblablement composé du nom de personne *Minnos et du substantif dūnon, qui désigne une citadelle ou une enceinte fortifiée.
Sa première occurrence écrite date d'environ 280, sous la forme de Minnodunum.
La commune se nomme Mâodon en patois vaudois.
Son ancien nom allemand est Milden.

## Histoire

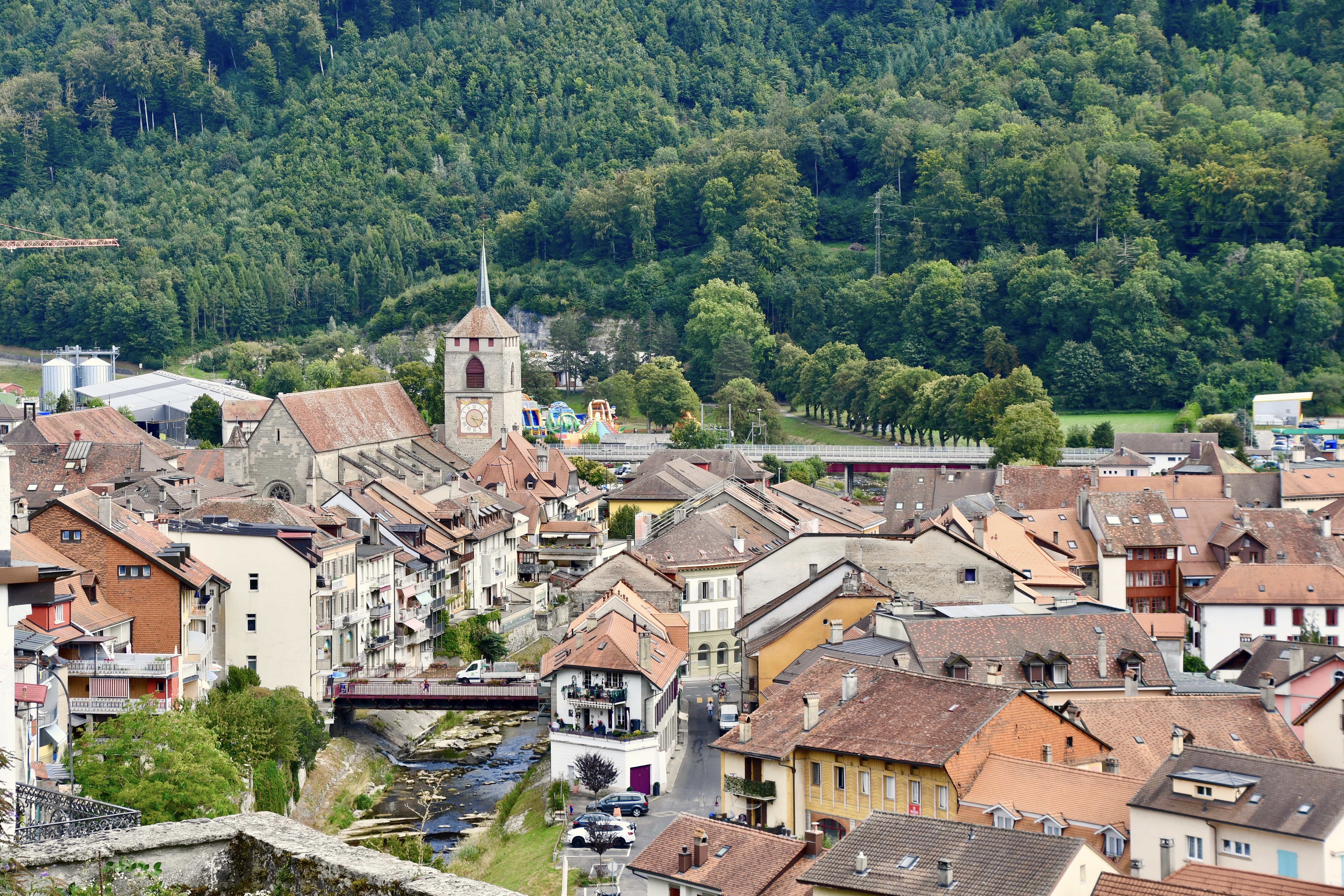
La vieille ville de Moudon vue depuis le vieux bourg.

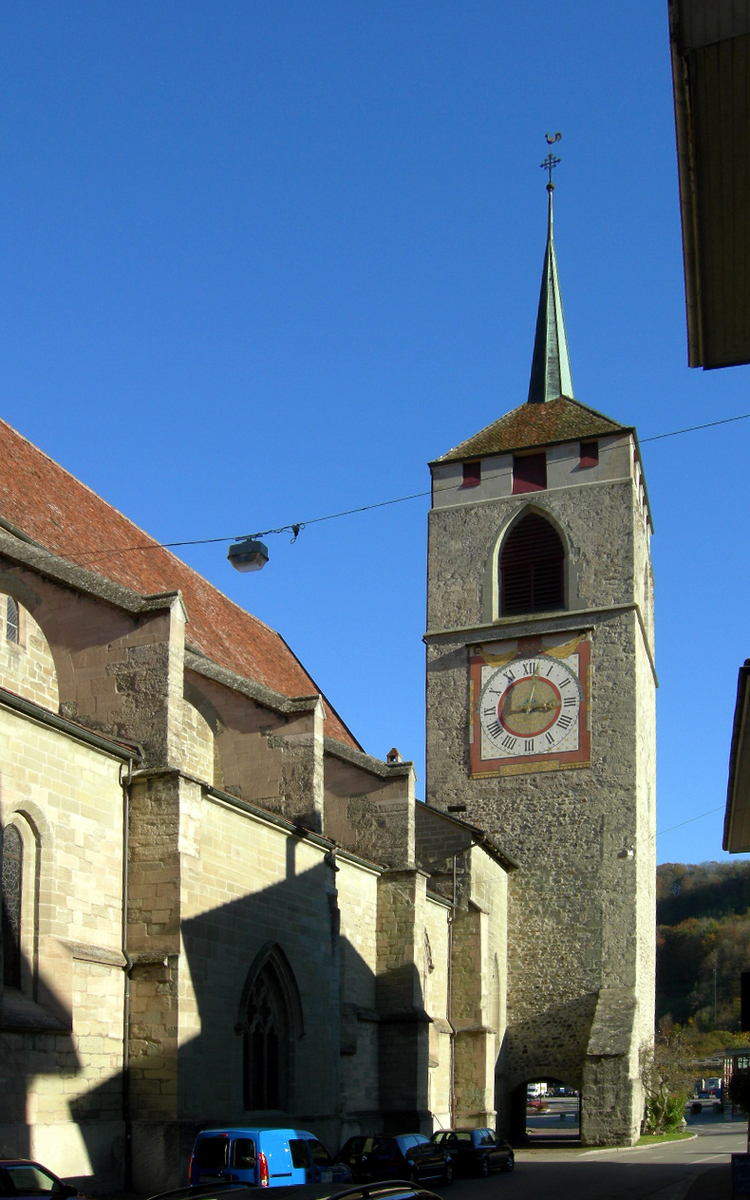
L'église Saint-Étienne.

Moudon a une origine celtique. C'est un vicus assez important à l'époque romaine, connu sous le nom de Minnodunum ou Minnidunum. Le nom Moudon apparaît en 1161. Une église paroissiale dédiée à saint Étienne est construite au début du christianisme, proche de l'actuelle. Lors des invasions barbares, les habitants construisent une église Notre-Dame, aujourd’hui disparue, sur les hauts de Moudon. En 1011, Moudon passe dans le domaine de l'évêque de Lausanne, qui a beaucoup de pouvoir dans la vallée de la Broye.

Vue aérienne (1946).

Le comte Amédée Ier de Genève attaque ces positions et construit un castrum vers 1127, probablement le noyau primitif de la ville haute. Il est conquis par les ducs de Zähringen vers 1190, puis le comte Thomas Ier de Savoie le 1er juin 1207 est investi du château et du territoire de Moudon, à titre de fief d'Empire, par le roi Philippe de Souabe. En 1219, l'évêque reconnaît à la Savoie la possession de Moudon, tout en y restant suzerain. La ville se développe vite pendant le XIIIe siècle. Le noyau primitif s'agrandit. L'église Saint-Étienne est reconstruite dans son état actuel entre le XIIIe et le XIVe siècle. Pierre II de Savoie établit à Moudon le siège du bailliage de Vaud vers 1260. Avant 1268, la ville obtient par le comte de Savoie, soit Pierre, soit son frère Philippe Ier, l'équivalent de « certaines coutumes et franchises ». Elle devient un centre administratif et judiciaire et devient capitale des États de Vaud. La ville est pillée deux fois lors des guerres de Bourgogne. En 1536, Moudon passe sous domination bernoise et est le siège d'un bailliage. En 1798, la ville devient le chef-lieu du district de Moudon. Entre 1830 et 1850, les portes de la ville sont détruites, les rues sont élargies et un nouvel hôtel de ville est construit. Elle est intégrée au district de la Broye-Vully en 2008.

## Politique
Lors des élections fédérales suisses de 2011, la commune a voté à 41,52 % pour l'Union démocratique du centre. Les deux partis suivants furent le Parti socialiste suisse avec 19,38 % des suffrages et le Parti libéral-radical avec 14,91 %.
Lors des élections cantonales au Grand Conseil de mars 2011, les habitants de la commune ont voté pour le Parti libéral-radical à 31,53 %, les Verts à 20,48 %, l'Union démocratique du centre à 19,92 %, le Parti socialiste à 18,15 %, le Parti bourgeois démocratique et les Vert'libéraux à 7,60 % et Vaud Libre à 2,33 %.
Sur le plan communal, Moudon est dirigé par une municipalité formée de 7 membres et dirigée par un syndic pour l'exécutif et un Conseil communal, composé de 55 élus, dirigé par un président et secondé par un secrétaire, pour le législatif.

## Population et société

### Gentilés et surnoms
Les habitants de la commune se nomment les Moudonnois ou Moudonniers.
Ils sont surnommés Les Mange-Plumes (peut-être parce qu'on y trouvait un important marché d'oies) et les Traîne-Bailli,.

### Démographie

#### Évolution de la population
Moudon compte 6 124 habitants au 31 décembre 2022 pour une densité de population de 390 hab/km2. Sur la période 2010-2019, sa population a augmenté de 25,7 % (canton : 12,9 % ; Suisse : 9,4 %).  

#### Pyramide des âges
En 2020, le taux de personnes de moins de 30 ans s'élève à 39,5 %, au-dessus de la valeur cantonale (35 %). Le taux de personnes de plus de 60 ans est quant à lui de 18,3 %, alors qu'il est de 21,9 % au niveau cantonal.
La même année, la commune compte 3 072 hommes pour 3 029 femmes, soit un taux de 50,4 % d'hommes, supérieur à celui du canton (49,1 %).
| Hommes | Classe d’âge | Femmes |
| ------ | ------------ | ------ |
| 0,5    | 90 ans ou +  | 1,6    |
| 4,1    | 75 à 89 ans  | 6,7    |
| 11,4   | 60 à 74 ans  | 12,2   |
| 21,6   | 45 à 59 ans  | 19,9   |
| 20,7   | 30 à 44 ans  | 22,4   |
| 20,5   | 15 à 29 ans  | 17,6   |
| 21,3   | - de 14 ans  | 19,5   |

| Hommes | Classe d’âge | Femmes |
| ------ | ------------ | ------ |
| 0,5    | 90 ans ou +  | 1,4    |
| 6,1    | 75 à 89 ans  | 8,2    |
| 13,3   | 60 à 74 ans  | 14,3   |
| 21,5   | 45 à 59 ans  | 21,2   |
| 22,0   | 30 à 44 ans  | 21,4   |
| 19,6   | 15 à 29 ans  | 18,0   |
| 16,9   | - de 14 ans  | 15,5   |

#### Langues et nationalités
La langue la plus parlée est le français, avec 3 491 personnes (79,7 %). La deuxième langue est le portugais (198 ou 4,5 %). Il y a aussi 172 personnes parlant l'albanais (3,9 %), 119 parlant l'allemand (2,7 %), 96 parlant l'espagnol, 96 parlant l'italien (2,2 %) et 92 parlant le turc (2,1 %). 2 737 habitants sont suisses (62,5 %) et 1 644 habitants sont étrangers (37,5 %). 

#### Religion
La communauté catholique est la plus importante avec 1 485 personnes (33,9 %), suivie des protestants (1 463 ou 33,4 %) et des musulmans (508 ou 11,6 %). 433 personnes (9,9 %) n'ont aucune appartenance religieuse.

## Économie
Jusque dans la seconde moitié du XIXe siècle, l'économie locale était principalement axée sur la transformation des produits agricoles de la zone environnante. Avec la construction du chemin de fer reliant Morat à Palézieux, la région s'est ensuite progressivement industrialisée, tout d'abord avec la création d'une fromagerie en 1899 ; le développement industriel s'est accéléré pendant la seconde moitié du XXe siècle avec la création de plusieurs entreprises, dont en particulier les fonderies Gisling en 1951, la fabrique de boîtes de montres SA et les cartonneries et papeteries de Moudon SA en 1956. Dans les dernières décennies, Moudon s'est de plus en plus développé comme centre de services : de 3 % de la population en 2001, le secteur tertiaire pourrait occuper 64 % dans les années à venir.
Les principales zones résidentielles de Moudon se trouvent à l'est et au sud de la vieille ville, sur les pentes exposées au soleil.

## Culture et patrimoine

### Monuments et lieux

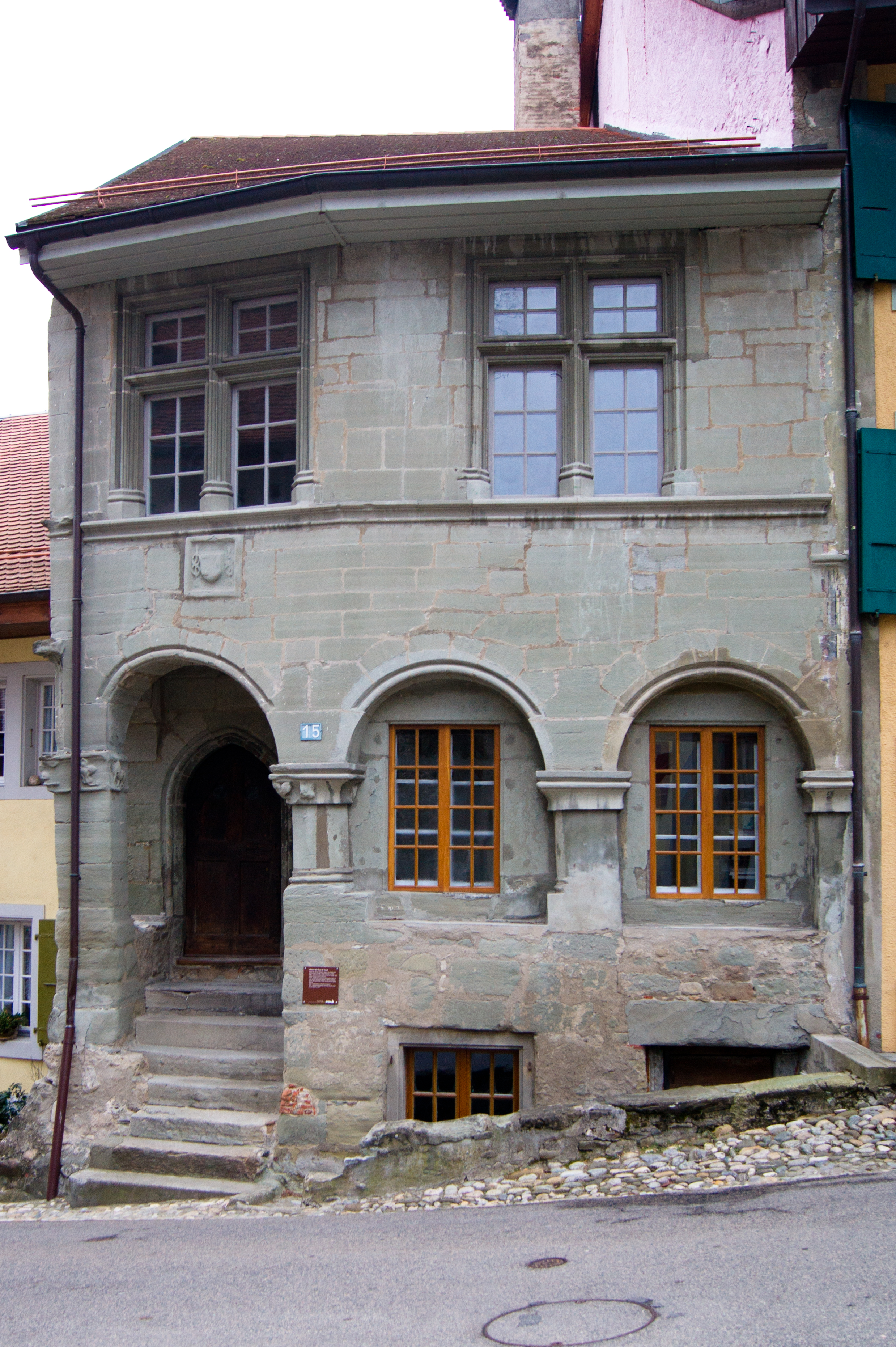
La Maison des États de Vaud.

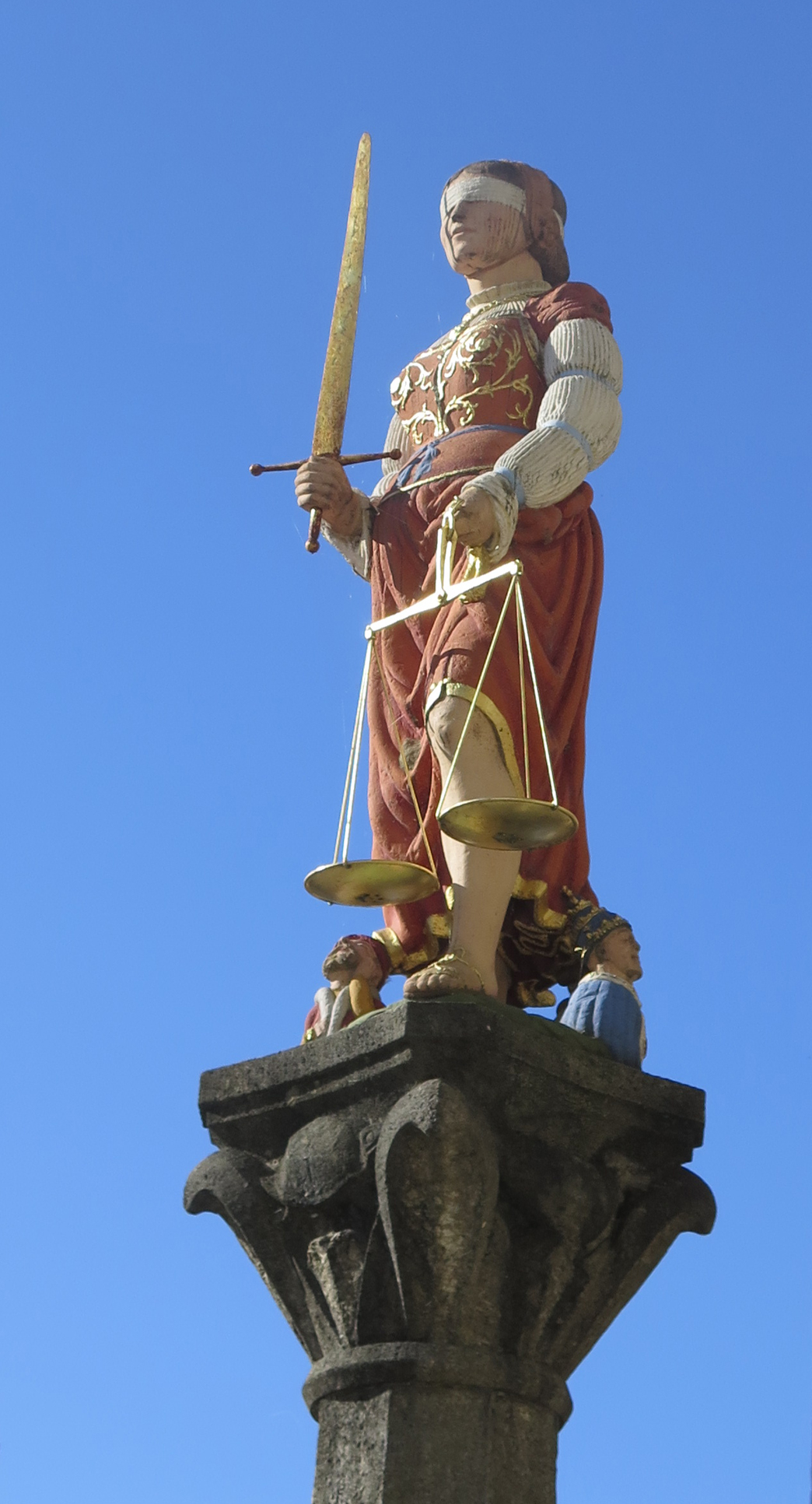
La statue de la Justice, 1559, par Laurent Perroud

La vieille-ville de Moudon est inscrite comme site ISOS. On y trouve de nombreux monuments datant de la période médiévale, notamment l'ancienne ville appelée « vieux bourg », constituée d'une unique rue traversant une colline fortifiée. Moudon abrite en particulier le château et sa tour romane, la tour de Layaz, la maison seigneuriale de Mézières, la maison seigneuriale de Rochefort, la maison d'Arnay, la maison des États de Vaud, la maison Loys de Villardin, la maison Tacheron, la fontaine de Moïse, la fontaine de la Justice, l'hôtel de ville, l'église réformée Saint-Étienne et enfin la tour de la Broye, tous inscrits comme biens culturels suisses d'importance nationale. Moudon fait partie depuis 2017 de l'association Les plus beaux villages de Suisse.
L'arsenal, établi en 1836-1839 en annexe à l'ancien grenier bernois, a été construit selon les plans de l'architecte lausannois Henri Perregaux. Ensemble classé monument historique en 1988.
La commune accueille également un grand nombre d'objets inscrits comme biens culturels d'importance régionale dans la liste cantonale dressée en 2009 : l'ancien hôpital de Malte, l'ancien stand, les archives communales, l'hôtel de la poste ancien Hôtel de Ville, le bâtiment des prisons, le château de Billens, le château de Carrouge, la fontaine et statue de la Justice, la gare, l'ancienne école cantonale d'Agriculture, la maison de campagne Gréchon, l'arsenal, les maisons de campagne La Clergère, La Grenette, La Rochette, Clavel, d'Arnay, de Cerjat, du Chasseur, de Denezy, de Forel, le pont sur la Bressonne, le musée du Vieux-Moudon dans le château du Rochefort et enfin le Musée Eugène Burnand.

### Fêtes locales
La commune accueille deux événements annuels : les Brandons de Moudon, carnaval ayant lieu quatre semaines avant Pâques, et le festival des musiques populaires qui offre des concerts de musiques populaires et traditionnelles de Suisse romande.

### Personnalités liées à la commune
- Humbert de Cerjat (avt. 1415-1487), seigneur, châtelain de Moudon au XVe siècle et bailli de Vaud durant les guerres de Bourgogne.
- Jean Anthelme Brillat-Savarin (1755-1826), avocat, homme politique et gastronome, réfugié à Moudon en 1792 où il découvre la recette de la fondue.
- Eugène Burnand, peintre né à Moudon le 30 août 1850, mort à Paris le 4 février 1921.
- Robin de Haas, consultant vocal né à Moudon à la fin des années 1970.
- Philippe Jaccottet, poète et traducteur né à Moudon le 30 juin 1925 et mort le 24 février 2021 à Grignan.
- Sophie-Adrienne Martinet Larguier des Bancels, maîtresse d'une plantation de cannes à sucre sur l'Île Maurice, morte à Moudon le 22 juillet 1840.
- Daniel Moziman, pasteur naturalisé français (1763, 1843), qui a exercé à Lacaune pendant cinquante ans entre 1792 et 1842.

### Héraldique
| Armes de Moudon | Les armes de la commune de Moudon se blasonnent ainsi : Parti de gueules et de sinople. à la lettre M majuscule gothique d'or brochante. |